# Feldbahn Haliç–Karadeniz
| Feldbahn Haliç–Karadeniz Haliç-Kemerburgaz dekovil hattı | Feldbahn Haliç–Karadeniz Haliç-Kemerburgaz dekovil hattı |
| -------------------------------------------------------- | -------------------------------------------------------- |
| Zwillings-Lokomotive Nr. 59                              |                                                          |
| Ehemaliger Streckenverlauf auf einer modernen Karte      |                                                          |
| Streckenlänge:                                           | 62 km                                                    |
| Spurweite:                                               | 600 mm (Schmalspur)                                      |
|                                                          |                                                          |

Die Feldbahn Haliç–Karadeniz (türkisch: Haliç–Karadeniz sahra hattı, umgangssprachlich: Haliç-Kemerburgaz dekovil hattı) war eine 62 Kilometer lange von 1916 bis 1956 betriebene Schmalspurbahn vom Goldenen Horn (Haliç) zum Schwarzen Meer (Karadeniz) bei Istanbul.

## Geschichte
Die Feldbahn wurde 1915 verlegt, um das Silahtarağa-Elektrizitätswerk mit Braunkohle aus dem Tagebau bei Ağaçlı im Norden der Stadt Istanbul zu beliefern. Das Kraftwerk, das anfangs auf dem Seeweg mit Kohle aus England und Zonguldak versorgt wurde, hatte während des Ersten Weltkriegs Schwierigkeiten mit der Kohleversorgung, da die aus Zonguldak auslaufenden Schiffe der Reederei Şirket-i Hayriye von der russischen Marine im Schwarzen Meer versenkt wurden.
Am 1. Februar 1915 wurde mit dem Bau des ersten Streckenabschnitts von Silahtarağa nach Ağaçlı begonnen. Die Schmalspurbahn wurde vom Regiment Ayastefanos Şimendifer Alayı und dem Arbeits-Bataillon Çorlu Amele Taburu gebaut. Der erste Streckenabschnitt wurde in kurzer Zeit fertiggestellt und im Juli 1915 in Betrieb genommen.
Als die Kohlengruben nicht auf den ständig steigenden Strombedarf reagieren konnten, wurde beschlossen, eine Zweigstrecke zu den Kohlegruben im Dorf Çiftalan zu verlegen. Die Arbeiten für den zweiten Streckenabschnitt begannen am 30. Juni 1916. Die Zweigstrecke wurde am 20. Dezember 1916 in Betrieb genommen. Dadurch konnte die Tageskapazität auf 24 Pendelfahrten mit jeweils 8 Wagen gesteigert werden. Täglich wurden durchschnittlich 960 Tonnen Kohle auf der Strecke befördert.

## Streckenverlauf
Die Eisenbahnstrecke begann am Silahtarağa-Elektrizitätswerk und verlief am Westufer des Kâğıthane Deresi nach Norden. Die Strecke teilte sich nach 19,5 km bei Kemerburgaz in zwei Zweigstrecken nach Göktürk und Kemerburgaz. Eine der Zweigstrecken folgte dem Kâğıthane Deresi um den Uzunkemer und traf im Dorf Ağaçlı auf das Schwarze Meer. Die Länge der Strecke von  Silahtarağa nach Ağaçlı betrug 43 Kilometer.
Die andere Zweigstrecke führte durch den Belgrader Wald zum Dorf Çiftalan am Schwarzen Meer. Sie war von der Abzweigung bei Kemerburgaz bis zum Dorf Çiftalan 14 km lang. Beide Zweigstrecken waren durch eine 5 km lange Verbindungsstrecke entlang der Schwarzmeerküste miteinander verbunden und bildeten so einen Ring im Norden von Kemerburgaz, die Gesamtlänge betrug 62 Kilometer.
Jeder Streckenkilometer wurde durch einen dreieckigen Stein mit Zahlen auf zwei Seiten gekennzeichnet. Alle hundert Meter gab es kleinere Steine mit Zahlen auf einer Seite. Diese Steine sind an bestimmten Stellen des ehemaligen Streckenverlaufs noch zu sehen.
Es gab vier Hauptstationen. Die der Stadt am nächsten gelegene Station war Kâğıthane bei Kilometer 3,2. Hier befand sich die Hauptgeschäftsstelle der Geschäftsführung, die für den Bau und Betrieb der Linie verantwortlich war. Eine weitere Station war die Station Kemerburgaz (Pirgos) bei 19,5 Kilometern. Die verbleibenden zwei Stationen befanden sich in den Dörfern Ciftalan und Agacli, wo die Kohle gefördert und verladen wurde.
Da die Strecke eingleisig war, gab es einige Ausweichstellen, damit sich die Züge aus entgegengesetzten Richtungen begegnen konnten. Ausweichstellen waren in Cendere, Azizpaşa, Karabayır, Kısırmandıra und Kömürcüpınar auf der Strecke nach Ağaçlı. Auf der Zweigstrecke von Kemerburgaz nach Çiftalan befanden sich Ausweichstellen in Ortadere und Yovankoru. Die Geographie der Region war kein großes Problem, da der Teil der Linie zwischen Silahtarağa und Kemerburgaz der Ebene am Ufer des Kağıthane-Baches folgte. Die Strecke nach Kemerburgaz und die getrennten Zweige in Richtung Çiftalan und Ağaçlı erforderte jedoch vielerorts Geländeangleichungen. Zudem mussten viele Brücken gebaut werden. Da alle diese Brücken aus Holz waren, ist keine erhalten.

## Betrieb und Schließung
Die Kohlegruben im Norden Istanbuls verloren in der Nachkriegszeit des Ersten Weltkriegs an Bedeutung, als die übliche Ordnung wieder hergestellt wurde. 1922 wurde die Linie an das Handelsministerium übergeben. Nach der Ausrufung der Republik wurde sie dem Wirtschaftsminister übertragen. Obwohl er den Betrieb der Strecke betreute, wurden die Bahnhöfe in den Dörfern Ağaçlı und Çiftalan geschlossen und die Züge hielten dort nicht mehr. Der Abschnitt zwischen den Stationen Kagithane und Kemerburgaz war dem Militär zugeordnet. Er wurde von den Streitkräften bis 1956 kontinuierlich genutzt.
Der Betrieb wurde nach der Verschrottung der letzten verbliebenen Lokomotiven und Wagen vollständig aufgegeben. Die Gleise verschwanden im Laufe der Zeit im Erdreich. Die freiliegenden Abschnitte wurden von Schrotthändlern abgebaut. Die Trasse der Strecke ist in den außerstädtischen Gebieten noch leicht zu erkennen. Viele Meilensteine sind in gutem Zustand an ihren Ursprungsorten erhalten.
Es ist nur noch eine der in Deutschland hergestellten Lokomotiven erhalten. Sie wird in der Kohlenmine Eski Çeltek aufbewahrt und ausgestellt, die der Sonderverwaltung der Provinz Amasya angegliedert ist. Jüngsten Zeitungsberichten zufolge wollte das deutsche Herstellerunternehmen die Lokomotive kaufen und in einem eigenen Museum ausstellen. Im Gegenzug schlug es vor, der Sonderverwaltung der Provinz Baumaschinen zu liefern.

## Wiederaufbauprojekt
Die Gemeinde Kagithane initiierte im Jahr 2008 Arbeiten zum vollständigen Wiederaufbau der Schmalspurbahnstrecken zwischen Goldenem Horn und Schwarzem Meer für den öffentlichen Nahverkehr und die touristische Nutzung. In den Vorstudien wurde festgestellt, dass es möglich ist, die Strecke wieder originalgetreu aufzubauen. Die Strecke führt an sehenswerten Aquädukten, Brücken, Dörfern, Wäldern und Bauernhöfen vorbei.
Da die Trasse der ehemaligen Strecke noch unbewachsen ist, mussten beim Wiederaufbau der Linie keine Bäume gefällt werden. Das Projekt nahm Fahrt auf, als sich die Stadtverwaltung von Istanbul ebenfalls für das Thema interessierte. Bei der Denkmalbehörde wurde ein Denkmalschutzantrag für die Strecke gestellt.

## Weiterführende Literatur
- Mert Sandalcı, Emre Dölen, Hüseyin Irmak, Alan Prior und Şevki Sevgin: 100 years later on the Trail of a lost railway… ISBN 978-975-7710-45-5. (Vorschau zum Durchblättern über Pfeilsymbole < und >)